# Pristidactylus nigroiugulus
Pristidactylus nigroiugulus — вид ігуаноподібних ящірок родини Leiosauridae. Ендемік Аргентини.

## Поширення і екологія
Pristidactylus nigroiugulus відомі з кількох місцевостей, розташованих на півдні провінції Ріо-Негро, на півночі і в центрі провінції Чубут та на півночі провінції Санта-Крус. Вони живуть на помірних луках Патагонії, на висоті від 945 до 1219 м над рівнем моря.